# Baureihe E 91
Baureihe E 91 – seria niemieckich lokomotyw elektrycznych i wyprodukowanych w latach 1925–1929 dla Deutsche Reichsbahn specjalnie do obsługi pociągów towarowych na trudnych trasach górskich.

## Charakterystyka
Nadwozie lokomotywy z dwiema kabinami maszynisty na krańcach, składało się z trzech części połączonych ze sobą miechami. Pojazd wyposażono w dwa połączone ze sobą odbieraki prądu typu pantografowego, które umieszczono na skrajnych częściach pudła. Lokomotywa posiadała dwa trzyosiowe wózki silnikowe, pomiędzy którymi umieszczono transformator trakcyjny. Napęd z dwóch podwójnych silników na osie odbywał się za pomocą koła zębatego oraz połączonych z nim wiązarów. Silniki posiadały wentylację obcą. Wyłącznik szybki wyposażony został w komorę olejową. Sterowanie pracą lokomotywy odbywało się za pomocą styczników elektromagnetycznych oraz nastawnika o 19 pozycjach. Producentem zarówno konstrukcji mechanicznej, jak i części elektrycznej lokomotyw, które trafiły na Śląską Kolej Górską, była firma AEG. Lokomotywy te mogły prowadzić na pochyleniu 10‰ pociągi towarowe o masie 1200 ton z prędkością 35 km/h lub pociągi pasażerskie o masie 500 ton z prędkością 45 km/h.
W 1922 zamówiono 30 lokomotyw, z czego 14 (EG 581-594) trafiło do Jeleniej Góry, natomiast pozostałych 16 – do Bawarii. Ostatecznie zamówiono jeszcze 4 sztuki, które trafiły na południe Niemiec (1924) i 12 sztuk, przeznaczonych na tory Dolnego Śląska (1927).

## Eksploatacja
Po zelektryfikowaniu linii kolejowych zlokalizowanych na śląskich oraz bawarskich pasmach górskich, wobec niskiej przydatności starych elektrowozów, kolej niemiecka potrzebowała lokomotyw elektrycznych do prowadzenia ciężkich pociągów towarowych. W październiku 1922 roku zamówiono szesnaście lokomotyw elektrycznych dla lokomotywowni w Monachium i czternaście elektrowozów dla lokomotywowni w Jeleniej Górze. W późniejszym czasie zamówiono cztery elektrowozy do prowadzenia ciężkich pociągów towarowych na bawarskich liniach kolejowych. Pierwszy elektrowóz prezentowano od 21 września do 5 października 1924 roku na Wystawie Techniki Kolejnictwa w Seddin. Elektrowozy w 1926 roku zostały oznakowane przez koleje niemieckie jako Baureihe E 91. W 1929 roku wyprodukowano dwanaście ostatnich lokomotyw zamówionych dla Śląska. W latach 1933–1945 9 lokomotyw znalazło się w południowych Niemczech (lokomotywownie Ulm i Kornwestheim od 1933, Landshut od 1944, Augsburg od 1945). Pozostałych 5 sztuk – zarówno tych, które koniec wojny zastał w Sudetach (E 91 83, 84 i 87), jak i w warsztatach naprawczych w Dessau (E 91 85 i 86) – padło łupem Armii Czerwonej i zostało wywiezionych do ZSRR. Po wojnie elektrowozy były eksploatowane zarówno przez koleje wschodnioniemieckie, jak i zachodnioniemieckie.